# John Cameron Mitchell
John Cameron Mitchell, född 21 april 1963 i El Paso, Texas, är en amerikansk författare, skådespelare och regissör. 
Mitchell är bland annat känd för att ha regisserat filmer som Hedwig and the Angry Inch (2001), Shortbus (2006) och Rabbit Hole (2010). I Hedwig and the Angry Inch spelade han även huvudrollen själv. Sexualitet är ett vanligt återkommande tema i Mitchells verk. 
Han har framträtt som en karaktär baserad på Milo Yiannopoulos på CBS All Access The Good Fight.